# Tabanus kanoi
Tabanus kanoi är en tvåvingeart som beskrevs av Murdoch och Takahasi 1961. Tabanus kanoi ingår i släktet Tabanus och familjen bromsar. Inga underarter finns listade i Catalogue of Life.